# Île Sherman
Pour les articles homonymes, voir Sherman.
L'île Sherman est une île côtière inhabitée d'Antarctique occidental. Elle est située à 40 km au sud de l'île Thurston, au milieu du détroit du Peacock. Prise dans la barrière d'Abbot et couverte de glace, elle est longue d'environ 51 km et large de 16 km. Elle a été identifiée en 1949-1950 grâce à des photographies aériennes prises au cours de l'opération Highjump, et baptisée en l'honneur de l'amiral Forrest Sherman, qui était, à l'époque, chef des opérations navales (Chief of Naval Operations).